# 日本テレビ日曜未明の深夜ドラマ
日本テレビ日曜未明の深夜ドラマ（にほんテレビにちようみめいのしんやドラマ）は、日本テレビ系列で日曜日未明（土曜日深夜）に放送されている連続ドラマ放送枠である。枠自体は関東ローカルであるが、作品によっては一部系列局でも遅れ放送ながら放送される。

## 概要
2006年11月に『黄金の舌』枠内で放送された『地獄少女』からこの時間帯でドラマが放送され、2009年9月まで放送されていた『イケ麺新そば屋探偵〜いいんだぜ!〜』を最後に以降は一旦バラエティ番組枠になった。
2012年4月の『私立バカレア高校』で2年半ぶりに連続ドラマ枠が復活した。以降はジャニーズ事務所所属のタレントが主演を務めていたが、2015年1月期の『お兄ちゃん、ガチャ』を以って終了した。なお、後番組はバラエティ番組になるが、代わりに2015年4月より長年バラエティ番組を放送してきた日曜22:30枠に『日曜ドラマ』が放送することとなった。
2015年10月の『いつかティファニーで朝食を』から、時間帯が1:25から1:55までの放送枠で、関東ローカル放送のみでのドラマ放送が復活。

## 放送作品一覧

### 第1期
- 死ぬかと思った（2007年4月 - 6月）※オムニバス形式
- おじいさん先生（2007年7月 - 9月）主演：ピエール瀧
- ハリ系（2007年10月 - 12月）主演：中村倫也
- 栞と紙魚子の怪奇事件簿（2008年1月 - 3月）主演：南沢奈央・前田敦子
- ザ・クイズショウ第1シーズン（2008年7月 - 9月）主演：片桐仁
- トンスラ（2008年10月 - 12月）主演：吉高由里子
- 妄想姉妹〜文學という名のもとに〜（2009年1月 - 3月）主演：吉瀬美智子
- イケ麺そば屋探偵〜いいんだぜ!〜（2009年4月 - 9月）主演：藤木直人

### 第2期
- 私立バカレア高校（2012年4月 - 6月）主演：森本慎太郎・島崎遥香
- スプラウト（2012年7月 - 9月）主演：知念侑李
- Piece（2012年10月 - 12月）主演：中山優馬
- 心療中-in the Room-（2013年1月 - 3月）主演：稲垣吾郎
- BAD BOYS J（2013年4月 - 6月）主演：中島健人
- 仮面ティーチャー（2013年7月 - 9月）主演：藤ヶ谷太輔
- 49（2013年10月 - 12月）主演：佐藤勝利
- SHARK（2014年1月 - 3月）主演：平野紫耀
- SHARK〜2nd Season〜（2014年4月 - 7月13日）主演：重岡大毅
- 近キョリ恋愛〜Season Zero〜（2014年7月20日 - 10月12日）主演：阿部顕嵐
- 平成舞祭組男（2014年10月19日 - 2015年1月4日）主演：舞祭組
- お兄ちゃん、ガチャ（2015年1月11日 - 3月29日）主演：鈴木梨央・岸優太

### 第3期
- いつかティファニーで朝食を（2015年10月10日 - 2016年3月26日）主演：トリンドル玲奈
- MARS～ただ、君を愛してる〜（2016年1月23日 - 3月26日）主演：藤ヶ谷太輔・窪田正孝
- HiGH&LOW Season2（2016年4月23日 - 6月26日）
- でぶせん（2016年8月20日 - 10月1日）主演:森田甘路
- キャバすか学園（2016年10月30日 - 2017年1月15日）主演：宮脇咲良
- 男水!（2017年1月22日 - 3月12日）主演：松田凌

### 第4期
- ドルメンX（2018年3月11日 - 4月1日）主演：志尊淳

### 第5期
- 女の機嫌の直し方（2019年3月17日 - 3月31日）主演：早見あかり

| 日本テレビ 日曜0:50 - 1:20枠                                                                                             | 日本テレビ 日曜0:50 - 1:20枠                                   | 日本テレビ 日曜0:50 - 1:20枠                                                                          |
| 前番組 | 番組名                                                         | 次番組                                                                                                |
| --- | -------------------------------------------------------------- | --- |
| 第三惑星放送協會 ルドイア☆星惑三第                                                                                       | 日本テレビ 日曜未明の深夜ドラマ 【第1期】 (2007.04 - 2009.9)   | ぜんぶウソ                                                                                            |
| 日本テレビ 日曜0:50 - 1:20枠                                                                                             |                                                                | |
| 父と息子の男旅 ※0:50 - 0:55笑う!アメカン ※0:55 - 1:25 【改題して木曜19:00 - 19:56に拡大・移動】 【ここまでバラエティ枠】 | 日本テレビ 日曜未明の深夜ドラマ 【第2期】 （2012.04 - 2015.3） | Going!Sports&News ※前日23:55 - 0:55 【5分拡大】AKB48 旅少女 ※0:55 - 1:25 【ここから再びバラエティ枠】 |

## 参考

### 1980年9月以前の1時間海外ドラマ
本シリーズが始まる前の1974年4月から1980年9月まで、土曜23時台から24時台には、1時間の海外ドラマが編成されていた。

放送時間は土曜23:45 - 24:40だが、1976年10月8日から1977年3月の間は23:45 - 24:15に『シャボン玉ホリデー』（第2期）が編成されたため、24:20 - 25:15に繰り下げて放送した。また1978年までのナイターシーズン中、19:30 - 20:54にプロ野球中継が放送された際は、通常は土曜20:00に放送されている『全日本プロレス中継』をこの枠に繰り下げて録画放送し、この枠のドラマは休止した。
放送作品一覧
- 保安官サム・ケイド
- コルディッツ大脱走
- 刑事トマ
- 名探偵ジョーンズ - 継続中に24:20へ繰り下げ。
- 作家探偵ジェイソン・キング - 継続中に23:45へ繰り上げ。
- 特捜追跡班チェイス
- ポリス・ストーリー
- 超人ハルク

（出典：日本テレビ社史「大衆とともに25年・沿革史」499 - 515頁 1978年 ほか）
備考
これら海外作品は一貫してPT番組で、提供スポンサーは置かなかったが、『刑事トマ』のみ複数社ではあるがスポンサーが置かれた。

### 日曜未明1時台後半枠ドラマ
2011年6月25日から2014年3月30日まで（途中2度の中断）、本記事の放送枠とは別枠のドラマ枠が設定されていた。
30分枠放送
- 臨死!!江古田ちゃん（2011年6月25日 - 2011年7月9日、火曜日より移動）

15分枠放送
- ミューズの鏡（2012年1月14日 - 2012年6月23日）
- メグたんって魔法つかえるの?（2012年7月8日 - 12月23日）
- 裁判長っ!おなか空きました!（2013年10月 6日 - 2014年 3月30日）